# Nessuno mi può giudicare/Se lo dici tu
Nessuno mi può giudicare/Se lo dici tu è il terzo singolo di Caterina Caselli, pubblicato nel 1966.

## Tracce
Lato A
1. Nessuno mi può giudicare – 2:38 (testo: Luciano Beretta, Miki Del Prete – musica: Daniele Pace, Mario Panzeri) – orchestra diretta da Gianfranco Monaldi

Lato B
1. Se lo dici tu – 2:41 (testo: Saro Leva – musica: Gian Piero Reverberi) – orchestra diretta da Gian Piero Reverberi

## Descrizione
Il brano "Nessuno mi può giudicare" era inizialmente destinato ad Adriano Celentano, che ne incise una versione in un provino (bonus track nel CD del 1995 ristampa dell'album Il ragazzo della via Gluck) per poi abbandonarlo, quindi fu affidato dagli autori Pace e Panzeri ad una ancora poco conosciuta Caterina Caselli, che fino ad allora poteva vantare solo una presenza senza particolare risonanza al girone B del Cantagiro dell'anno precedente. Nel film Caterina Caselli - Una vita, cento vite la cantante ha raccontato che la prima versione del brano era un tango e fu lei ad insistere perché esso avesse un differente arrangiamento musicale.
Al Festival di Sanremo 1966, trascinata dalla carica beat e di contestatrice ante litteram della Caselli (acconciata per l'occasione dai parrucchieri milanesi Vergottini con un casco biondo), la canzone raggiunge il secondo posto nella classifica finale eseguita in coppia abbinata con Gene Pitney. La Caselli in seguito incise la canzone in francese col titolo Baisse un peu la radio.
Il brano, tradotto anche in spagnolo e intitolato Ninguno me puede juzgar, rimarrà comunque indissolubilmente identificato con la Caselli e, nella versione in italiano, costituisce la sua canzone di maggior successo.
Il testo, innovativo e addirittura sconvolgente per l'epoca, anticipa argomenti femministi, rivendicando per la donna la possibilità di scegliere tra più partner.
Nel luglio del 2000 la canzone è diventata l'inno del primo Gay Pride mondiale svoltosi a Roma, a causa del verso:
Lorenzo Pilat, uno dei compositori della melodia, ha ammesso l'identità delle prime battute del pezzo, che tuttavia possiede una sua ritmica originale e differente, con il classico della canzone napoletana Fenesta ca lucive.
Nel 1997 il brano è stato pubblicato su CD singolo (Sugar Music SGR S 77813).

### Cover
- Fabrizio Ferretti incide la cover in un 45 giri uscito in Grecia nel 1965 (Philips, 333 712 PF) ed inserita nella compilation del 1966 Per un pugno di note (Ri-Fi, RFS LP 14505).
- Ne è stata fatta una cover in portoghese dal brasiliano Jerry Adriani, intitolata Ninguém Poderá Julgar-me ed una in serbo-croato dalla cantante Radmila Karaklajić, nel 1966 e nello stesso anno Guido Relly e la sua orchestra ne registra la versione strumentale per il suo album Successi '66 (Arc, SA 12); sempre nel 1966 il cantante cileno Larry Wilson incide una cover in castigliano del titolo Nadie me puede juzgar inserita nella raccolta del 2019 Los años 60's - Vol. 1.
- Nel 1966 Dalida incide il brano con un testo completamente diverso dall'originale. Baisse un peu la radio è poi inciso anche dalla Caselli con lo stesso testo cantato da Dalida anche se sulla copertina appare il titolo La vérité je la vois dans tes yeux: l'EP contiene anche le versioni in francese di Se lo dici tu che diviene La timidité e de L'uomo d'oro (Un homme en or) e Perdono (Personne).
- Sempre nel 1966 Rino Gionchetta registra una cover del brano (Nuova Enigmistica Tascabile, N. 581).
- Nel 1974 la cover Amoureux de ma femme interpretata da Richard Anthony si piazza al secondo posto delle classifiche di vendita in Francia.
- Nel 1981 Ivan Cattaneo realizza una cover del brano in versione ska per la raccolta Duemila60 Italian Graffiati.
- Nel 2003 i Gazosa e Tormento dei Sottotono ne pubblicarono una versione rap metal, con una base proveniente dal singolo Bring Me to Life degli Evanescence.
- Nel 2011 ha dato il titolo ad un film e Paola Cortellesi canta, proprio nella pellicola una sua personalissima versione che apre l'album omonimo (7digital).
- Nel 2019 è stato inciso un remix da Lost Frequencies.
- Nel 2020 è stato riproposto insieme ad altre 7 canzoni dai Pinguini Tattici Nucleari nel brano cover Settanta volte, in onore della 70ª edizione del Festival di Sanremo.

## Accoglienza
Il 5 febbraio 1966 il disco arriva direttamente dal 40º al primo posto della classifica settimanale delle vendite, per rimanere stabilmente al primo per le 8 settimane successive. Cede il primato a Michelle dei Beatles, ma resta sul podio per altre 3 settimane, per uscire dai primi 10 dopo 15. A fine anno risulterà il 6º singolo più venduto del 1966.
| Classifica 1966       | Posizione | Settimane |
| --------------------- | --------- | --------- |
| 5 Febbraio - 2 Aprile | 1         | 9         |
| 9 - 16 Aprile         | 2         | 2         |
| 23 Aprile             | 3         | 1         |
| 30 Aprile             | 5         | 1         |
| 7 Maggio              | 7         | 1         |
| 14 Maggio             | 9         | 1         |

## Classifiche
| Classifica (1966) | Posizione massima |
| ----------------- | ----------------- |
| Argentina         | 1                 |
| Italia            | 1                 |